# Selbach (Odenthal)
Selbach ist ein Wohnplatz in Unterodenthal in der Gemeinde Odenthal  im Rheinisch-Bergischen Kreis.

## Lage und Beschreibung
Selbach liegt am gleichnamigen Zufluss des Scherfbachs östlich vom Zentrum Odenthal.

## Geschichte
Aus einer erhaltenen Steuerliste von 1586 geht hervor, dass die Ortschaft Teil der Dorfhonschaft im Kirchspiel Odenthal war.
Die Topographia Ducatus Montani des Erich Philipp Ploennies, Blatt Amt Miselohe, belegt, dass der Wohnplatz 1715 als drei Höfe kategorisiert wurde und mit Seelbach bezeichnet wurde.
Carl Friedrich von Wiebeking benennt die Hofschaft auf seiner Charte des Herzogthums Berg 1789 als Selbach. Aus ihr geht hervor, dass Selbach zu dieser Zeit Teil von Unterodenthal in der Herrschaft Odenthal war.
Unter der französischen Verwaltung zwischen 1806 und 1813 wurde die Herrschaft aufgelöst und Selbach wurde politisch der Mairie Odenthal im Kanton Bensberg zugeordnet. 1816 wandelten die Preußen die Mairie zur Bürgermeisterei Odenthal im Kreis Mülheim am Rhein.
Der Ort ist auf der Topographischen Aufnahme der Rheinlande von 1824 und auf der Preußischen Uraufnahme von 1840 als Selbach verzeichnet. Ab der Preußischen Neuaufnahme von 1892 ist er auf Messtischblättern regelmäßig als Selbach oder ohne Namen verzeichnet. Selbar ist seit jeher Teil der Pfarre Odenthal.
| Jahr | Einwohner | Wohngebäude | Kategorie  |
| ---- | --------- | ----------- | ---------- |
| 1822 | 20        |             | Ackergüter |
| 1830 | 33        |             | Ackergut   |
| 1845 | 26        | 3           | Ackergüter |
| 1871 | 24        | 4           | Hofstelle  |
| 1885 | 18        | 5           | Wohnplatz  |
| 1895 | 24        | 4           | Wohnplatz  |
| 1905 | 18        | 3           | Wohnplatz  |

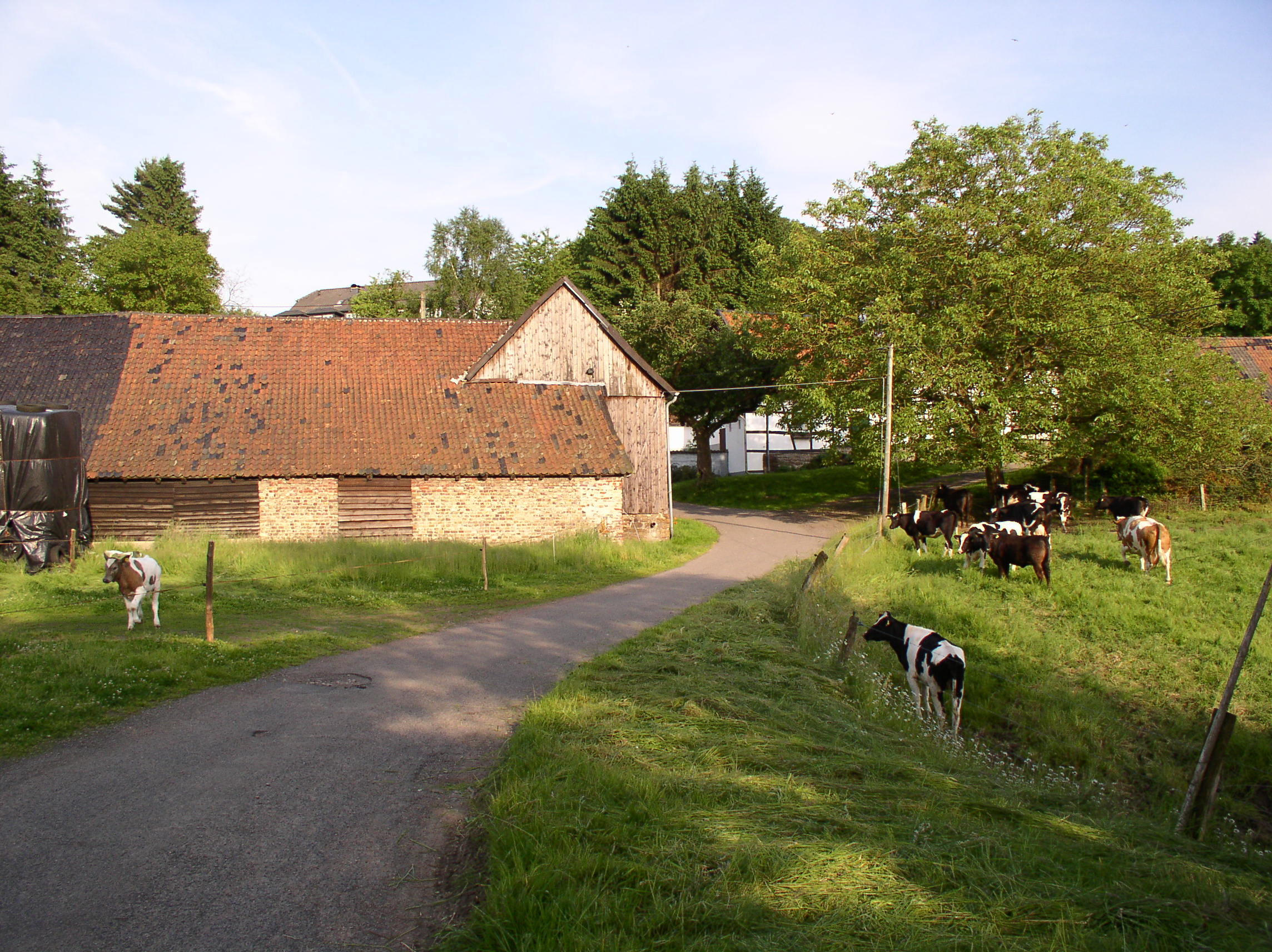
Ansicht in Selbach
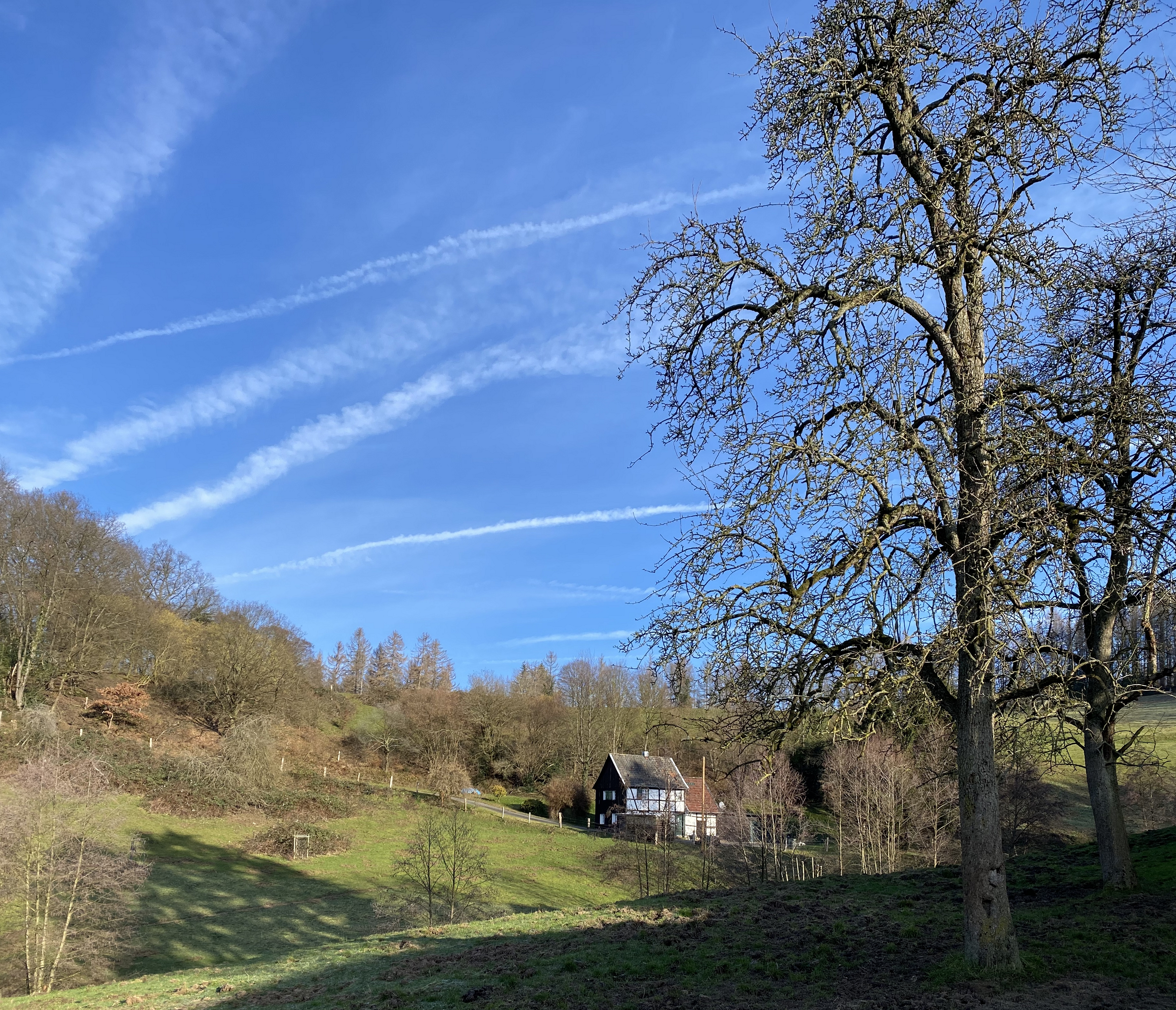
Separat gelegenes Haus Selbach 4
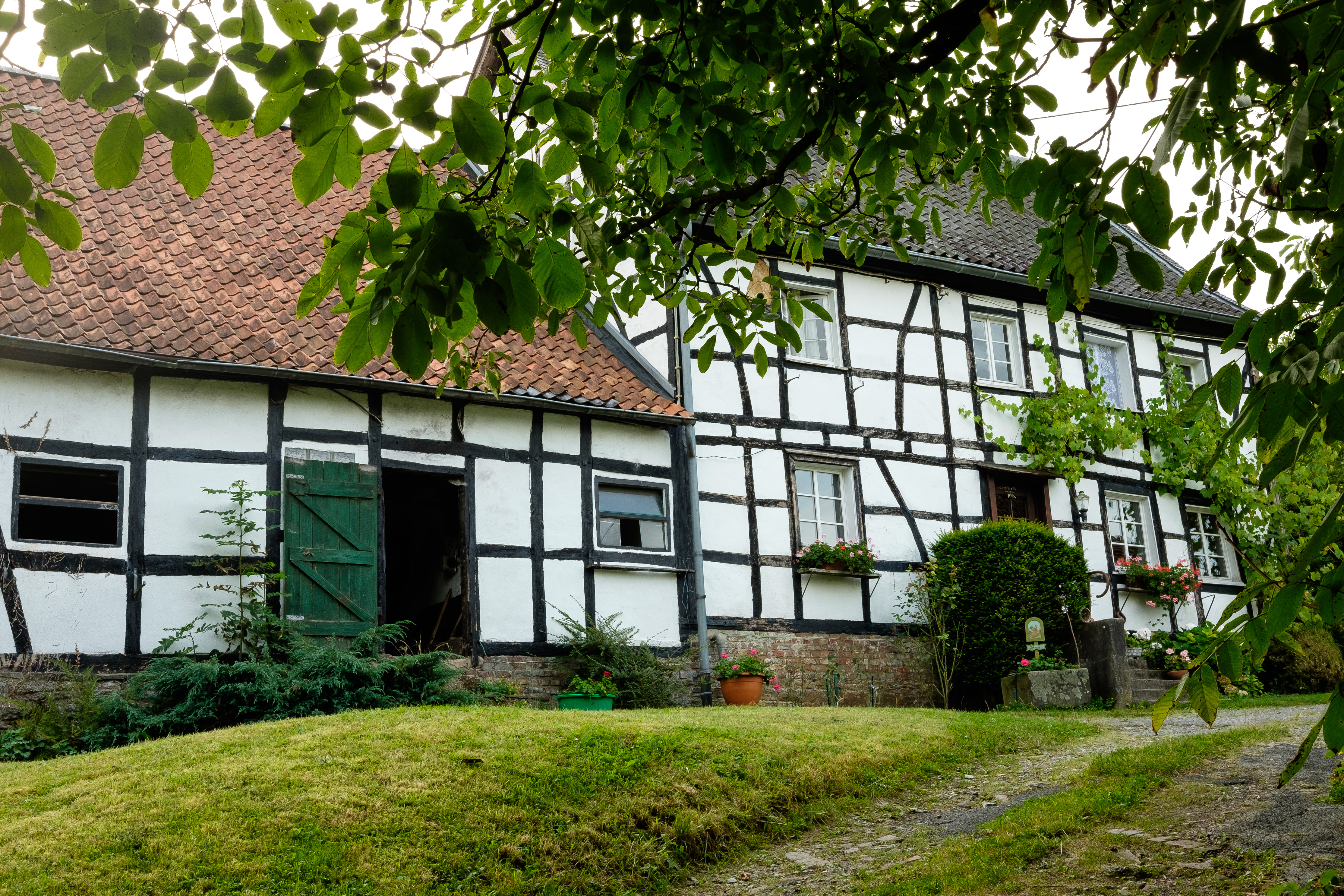
Denkmalgeschützte Hofanlage in Selbach
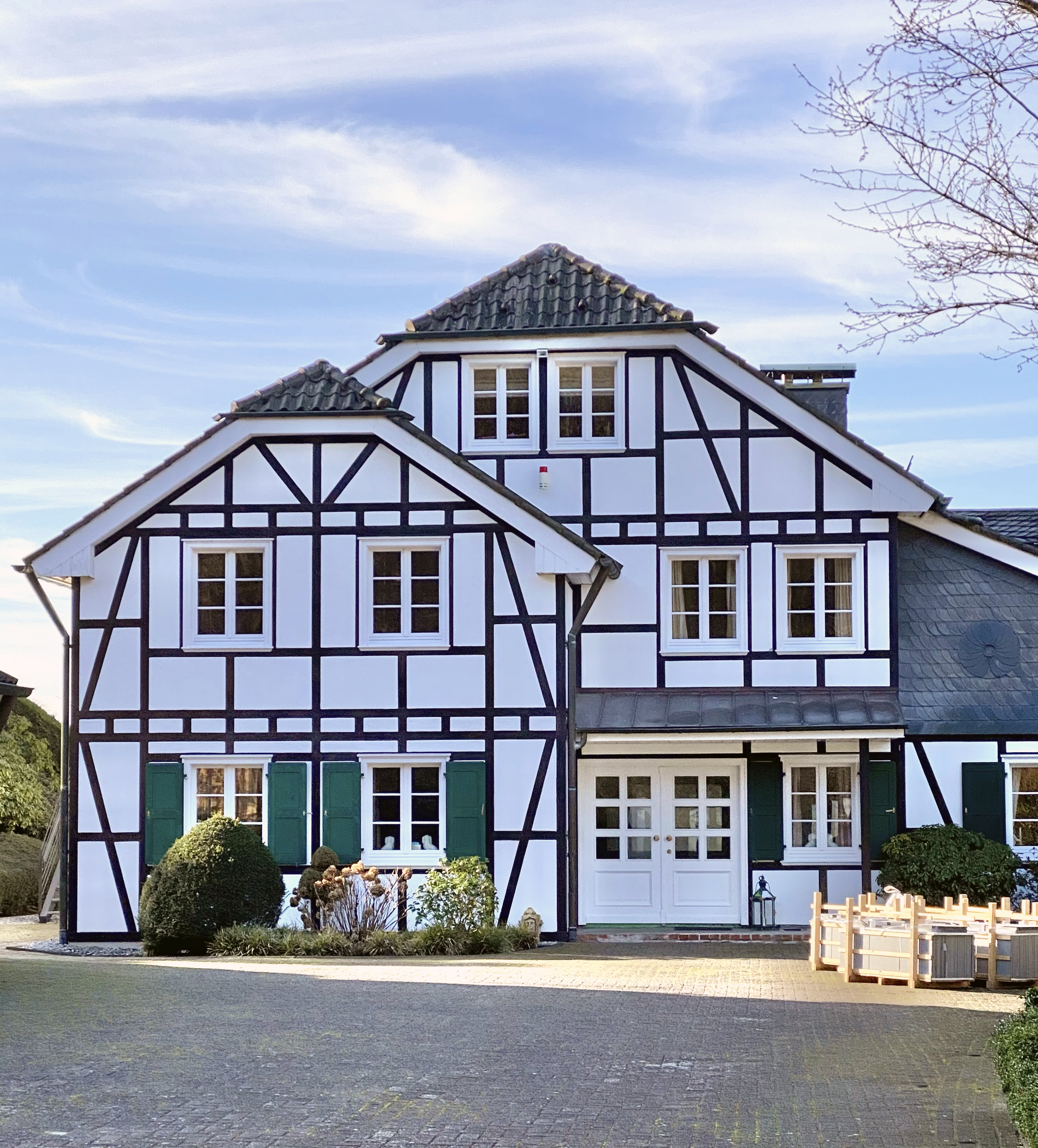
Fachwerk-Neubau Selbach 3
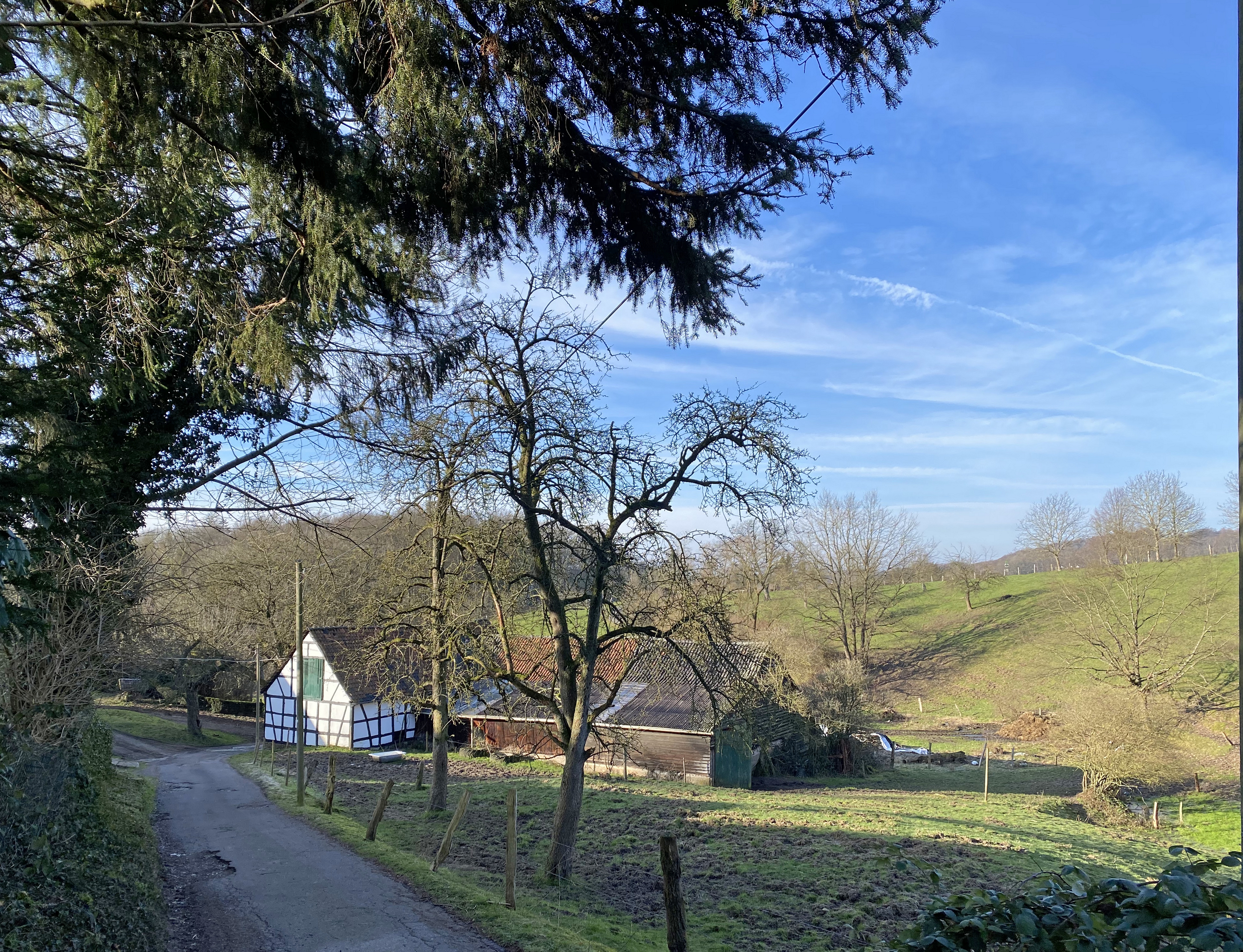
Weg von Selbach nach Oberkirsbach
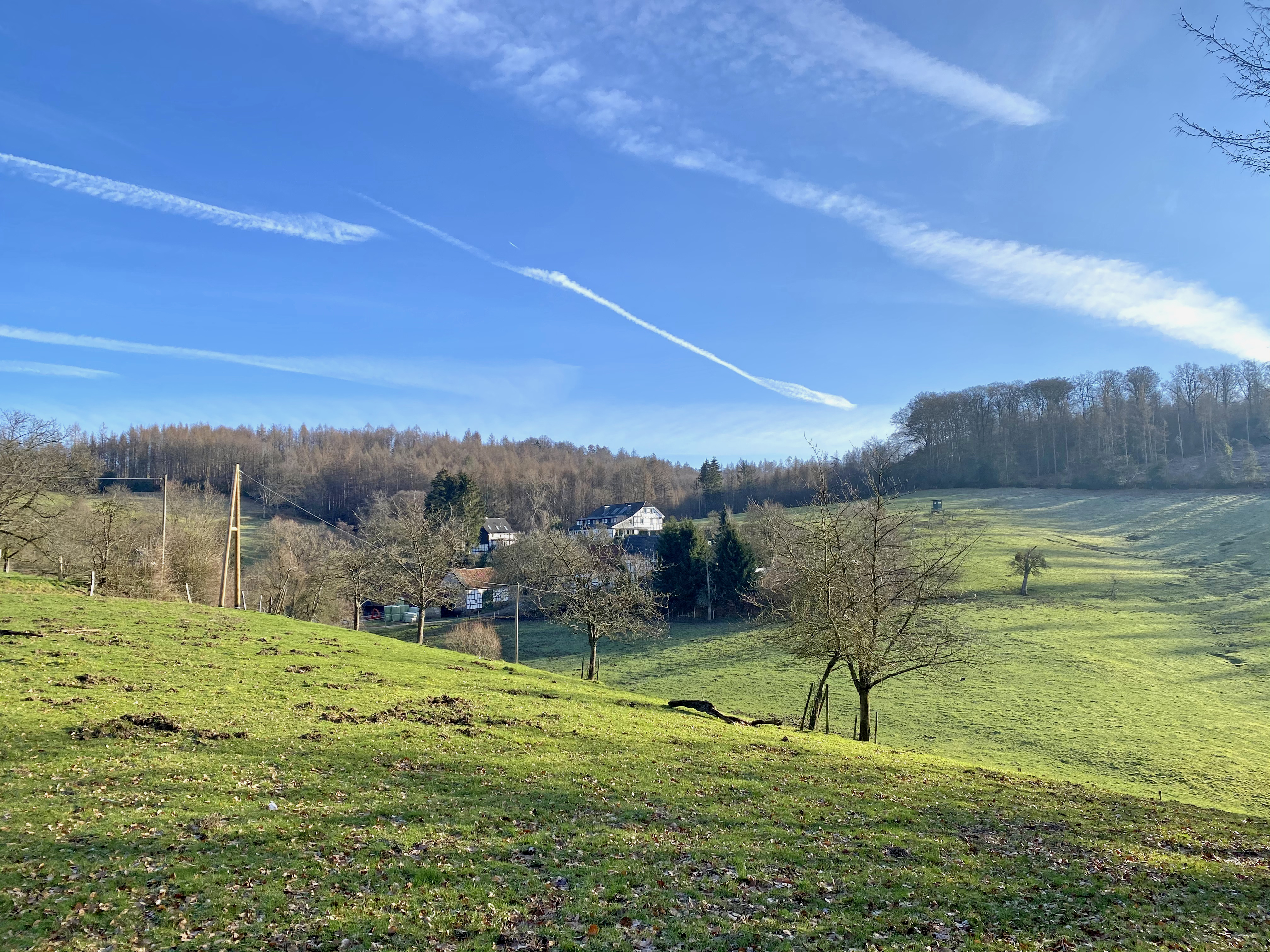
Blick von der Scheurener Straße über Selbach